# قصر العامر

قصر العامر (عين لوبو غارداية) هو قصر الجرائد يقع في حي عين لوبو والصورة ماخوده قرب الواد فرن غريقات والجبل المقابل هو قصر العامر. وهو قصر من قصور العمرانيون المدابيح الادارسه وبني في سنة 620 هجري وأسسه ال المدابيح وهو موجود في حي عين لوبو بغاردايه فوق الجبل. وكان يسمى العامر لكثرة اهله وسكانه وأسس لموقعه الاستراتجي على البعيد والقريب وكان يسكنه الانساب والحاشية وهم مزيح وخليط بين الأدارسه وقبائل عربيه في النسب كان حامي المنطقة في الجهة الغربية وكان هدا القصر الثاني الدي بني في المنطقة وكان قبله قصر الجبل الواقع بالضايه بن ضحوه وحسب الرويات والمراجع وبعد تشيد القصر العامر تطورت المنطقة وصارت قبلة للتجار واهل العلم وفتحت الزوايا وانتشرت بساتين الفلاحة في جل المناطق سهل الوادي وقصر العامر هو من الشواهد المعماريه التي تميز سطح جبل حي عين لوبو بغاردايه والدي شكل عبر الزمن خط سير تجاري وامني واستقرار للمنطقه وكان محميه دفاعيه آنداك.......وكان مباني القصر نموذج لرخاء والازدهار في دالك الوقت وعرف عبر تاريخه الطوبل عدة ثاثيرات وتغيرات وماثر مناخية والخارجية ختى وصل لصوره التي هو فيها الآن.......ومزال آثاره موجود حتى الآن